# Ted Donato
Pour les articles homonymes, voir Donato.
Ted Paul Donato (né le 28 avril 1969 à Boston, Massachusetts aux États-Unis) est un joueur professionnel américain de hockey sur glace.

## Carrière de joueur
Après avoir été repêché par les Bruins de Boston, il prend le chemin de la prestigieuse Université Harvard où il joue quatre saisons. Il rejoint ensuite l'équipe nationale américaine, ce qui lui permet de participer aux Jeux olympiques d'hiver de 1992 où les États-Unis terminent au 4e rang.
Après les Jeux olympiques, il se joint finalement aux Bruins pour y terminer la saison 1991-1992. Il marque son premier but le 14 mars 1992 lors d'une partie contre les Nordiques de Québec. Il y joue jusqu'en 1998-1999 à l'exception du début de saison 1994-1995 où il évolue avec le TuTo Turku pendant le Lock-out de la Ligue nationale de hockey.
Il joue ensuite en Californie puis au Texas avec les Stars de Dallas. Il passe ses dernières saisons entre la LNH et la Ligue américaine de hockey. Il termine sa carrière avec le club l'ayant repêché, soit les Bruins' en 2004. Après cette dernière saison, il accepte le poste d'entraîneur-chef de l'Université Harvard.

## Statistiques

### En club
| Saison     | Équipe                          | Ligue      |     | Saison régulière | Saison régulière | Saison régulière | Saison régulière | Saison régulière |   | Séries éliminatoires | Séries éliminatoires | Séries éliminatoires | Séries éliminatoires | Séries éliminatoires |
| Saison     | Équipe                          | Ligue      | PJ  | B                | A                | Pts              | Pun              | PJ               | B | A                    | Pts                  | Pun                  |                      |                      |
| 1986-1987  | Catholic Memorial Knights       | HS         | 22  | 29               | 34               | 63               | 30               | -                | - | -                    | -                    | -                    |                      |                      |
| 1987-1988  | Université Harvard              | NCAA       | 28  | 12               | 14               | 26               | 24               | -                | - | -                    | -                    | -                    |                      |                      |
| 1988-1989  | Université Harvard              | NCAA       | 34  | 14               | 37               | 51               | 30               | -                | - | -                    | -                    | -                    |                      |                      |
| 1989-1990  | Université Harvard              | NCAA       | 16  | 5                | 6                | 11               | 34               | -                | - | -                    | -                    | -                    |                      |                      |
| 1990-1991  | Université Harvard              | NCAA       | 27  | 19               | 37               | 56               | 26               | -                | - | -                    | -                    | -                    |                      |                      |
| 1991-1992  | Équipe nationale des États-Unis | Intl.      | 52  | 11               | 22               | 33               | 24               | -                | - | -                    | -                    | -                    |                      |                      |
| 1991-1992  | Bruins de Boston                | LNH        | 10  | 1                | 2                | 3                | 8                | 15               | 3 | 4                    | 7                    | 4                    |                      |                      |
| 1992-1993  | Bruins de Boston                | LNH        | 82  | 15               | 20               | 35               | 61               | 4                | 0 | 1                    | 1                    | 0                    |                      |                      |
| 1993-1994  | Bruins de Boston                | LNH        | 84  | 22               | 32               | 54               | 59               | 13               | 4 | 2                    | 6                    | 10                   |                      |                      |
| 1994-1995  | TuTo Turku                      | SM-liiga   | 14  | 5                | 5                | 10               | 47               | -                | - | -                    | -                    | -                    |                      |                      |
| 1994-1995  | Bruins de Boston                | LNH        | 47  | 10               | 10               | 20               | 10               | 5                | 0 | 0                    | 0                    | 4                    |                      |                      |
| 1995-1996  | Bruins de Boston                | LNH        | 82  | 23               | 26               | 49               | 46               | 5                | 1 | 2                    | 3                    | 2                    |                      |                      |
| 1996-1997  | Bruins de Boston                | LNH        | 67  | 25               | 26               | 51               | 37               | -                | - | -                    | -                    | -                    |                      |                      |
| 1997-1998  | Bruins de Boston                | LNH        | 79  | 16               | 23               | 39               | 54               | 5                | 0 | 0                    | 0                    | 2                    |                      |                      |
| 1998-1999  | Bruins de Boston                | LNH        | 14  | 1                | 3                | 4                | 4                | -                | - | -                    | -                    | -                    |                      |                      |
| 1998-1999  | Islanders de New York           | LNH        | 55  | 7                | 11               | 18               | 27               | -                | - | -                    | -                    | -                    |                      |                      |
| 1998-1999  | Sénateurs d'Ottawa              | LNH        | 13  | 3                | 2                | 5                | 10               | 1                | 0 | 0                    | 0                    | 0                    |                      |                      |
| 1999-2000  | Mighty Ducks d'Anaheim          | LNH        | 81  | 11               | 19               | 30               | 26               | -                | - | -                    | -                    | -                    |                      |                      |
| 2000-2001  | Stars de Dallas                 | LNH        | 65  | 8                | 17               | 25               | 26               | 8                | 0 | 1                    | 1                    | 0                    |                      |                      |
| 2001-2002  | Sound Tigers de Bridgeport      | LAH        | 1   | 0                | 0                | 0                | 0                | -                | - | -                    | -                    | -                    |                      |                      |
| 2001-2002  | Islanders de New York           | LNH        | 1   | 0                | 0                | 0                | 0                | -                | - | -                    | -                    | -                    |                      |                      |
| 2001-2002  | Monarchs de Manchester          | LAH        | 36  | 18               | 25               | 43               | 19               | 5                | 1 | 3                    | 4                    | 0                    |                      |                      |
| 2001-2002  | Kings de Los Angeles            | LNH        | 2   | 0                | 0                | 0                | 2                | -                | - | -                    | -                    | -                    |                      |                      |
| 2001-2002  | Blues de Saint-Louis            | LNH        | 2   | 0                | 0                | 0                | 2                | -                | - | -                    | -                    | -                    |                      |                      |
| 2002-2003  | Wolf Pack de Hartford           | LAH        | 18  | 8                | 12               | 20               | 14               | -                | - | -                    | -                    | -                    |                      |                      |
| 2002-2003  | Rangers de New York             | LNH        | 49  | 2                | 1                | 3                | 6                | -                | - | -                    | -                    | -                    |                      |                      |
| 2003-2004  | Bruins de Boston                | LNH        | 63  | 6                | 5                | 11               | 18               | 2                | 0 | 0                    | 0                    | 0                    |                      |                      |
| 2003-2004  | Bruins de Providence            | LAH        | 15  | 3                | 9                | 12               | 24               | -                | - | -                    | -                    | -                    |                      |                      |
| Totaux LNH | Totaux LNH                      | Totaux LNH | 796 | 150              | 197              | 347              | 396              | 58               | 8 | 10                   | 18                   | 22                   |                      |                      |

### En équipe nationale
| Année | Équipe         | Compétition                 |   | PJ | B | A | Pts | Pun          |  | Résultats |
| 1988  | États-Unis U20 | Championnat du monde junior | 7 | 3  | 2 | 5 | 18  | 6e position  |  |           |
| 1992  | États-Unis     | Jeux olympiques             | 8 | 4  | 3 | 7 | 8   | 4e position  |  |           |
| 1997  | États-Unis     | Championnat du monde        | 8 | 4  | 2 | 6 | 8   | 6e position  |  |           |
| 1998  | États-Unis     | Championnat du monde        | 6 | 2  | 6 | 8 | 6   | 12e position |  |           |
| 2002  | États-Unis     | Championnat du monde        | 7 | 1  | 3 | 4 | 2   | 7e position  |  |           |

## Trophées et honneurs personnels
- National Collegiate Athletic Association
  - 1989 : nommé dans l'équipe d'étoiles du tournoi de championnat
  - 1989 : nommé joueur le plus utile du tournoi de championnat
- Eastern College Athletic Conference
  - 1991 : nommé dans la 1re équipe d'étoiles